# كريستين بيك
كريستين بيك (بالألمانية: Christine Baitinger)‏ (و. 1974  م) هي لاعبة كرة قدم، وحكمة كرة القدم ألمانية، ولدت في ألمانيا.